# Plonéour-Lanvern
Plonéour-Lanvern (en bretó Ploneour-Lanwern) és un municipi francès, situat a la regió de Bretanya, al departament de Finisterre. L'any 2006 tenia 5.395 habitants.

## Demografia
| 1962                                       | 1968  | 1975  | 1982  | 1990  | 1999  |  |
| ------------------------------------------ | ----- | ----- | ----- | ----- | ----- |  |
| 4.208                                      | 4.087 | 4.364 | 4.508 | 4.619 | 4.800 |  |
| Des de 1962: població sense dobles comptes |       |       |       |       |       |  |

## Administració
| Període | Identitat      | Partit |
| ------- | -------------- | ------ |
| 1992-   | Michel Canevet | MoDem  |

## Galeria d'imatges

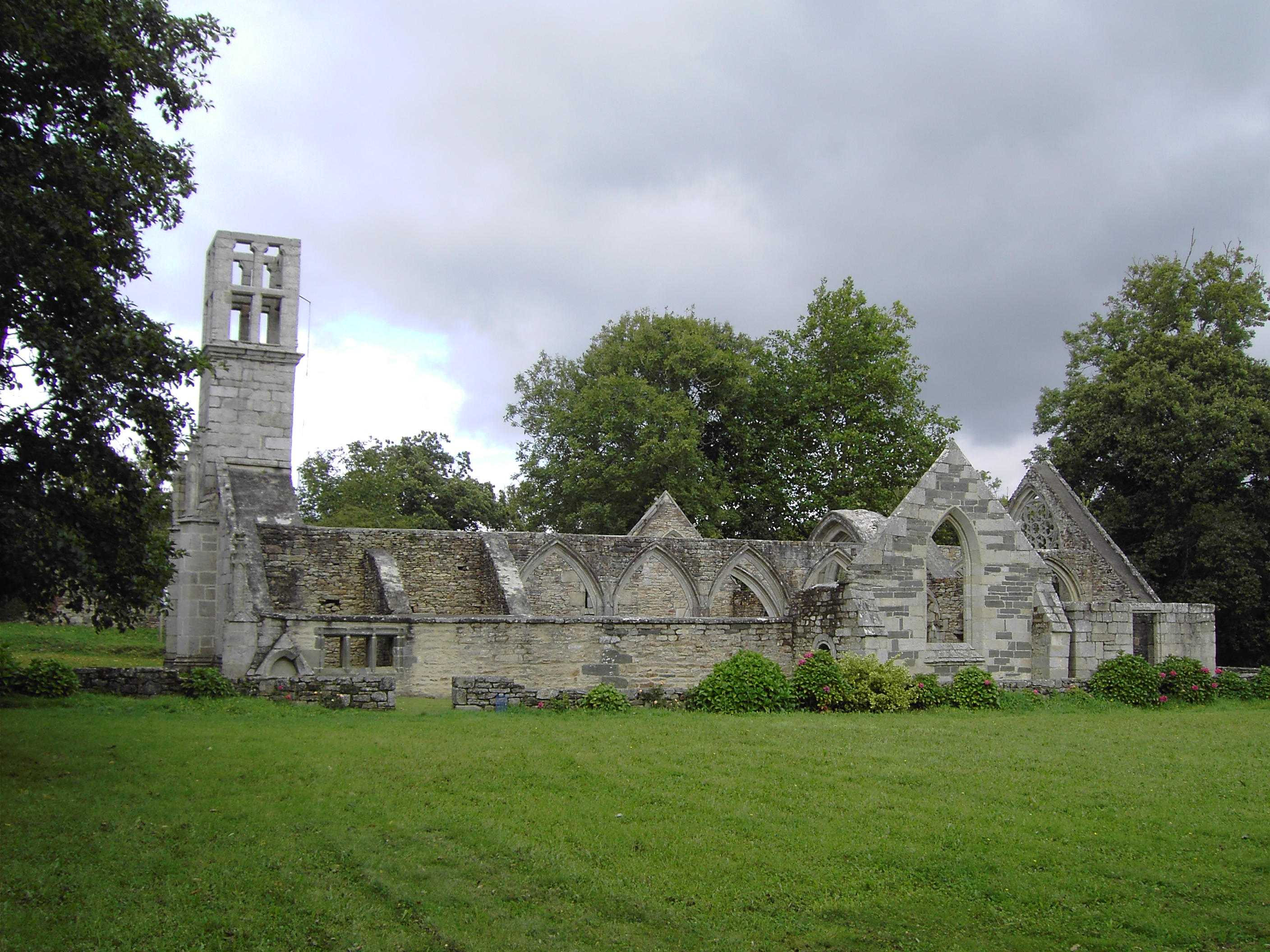
Capella de Saint-Philibert
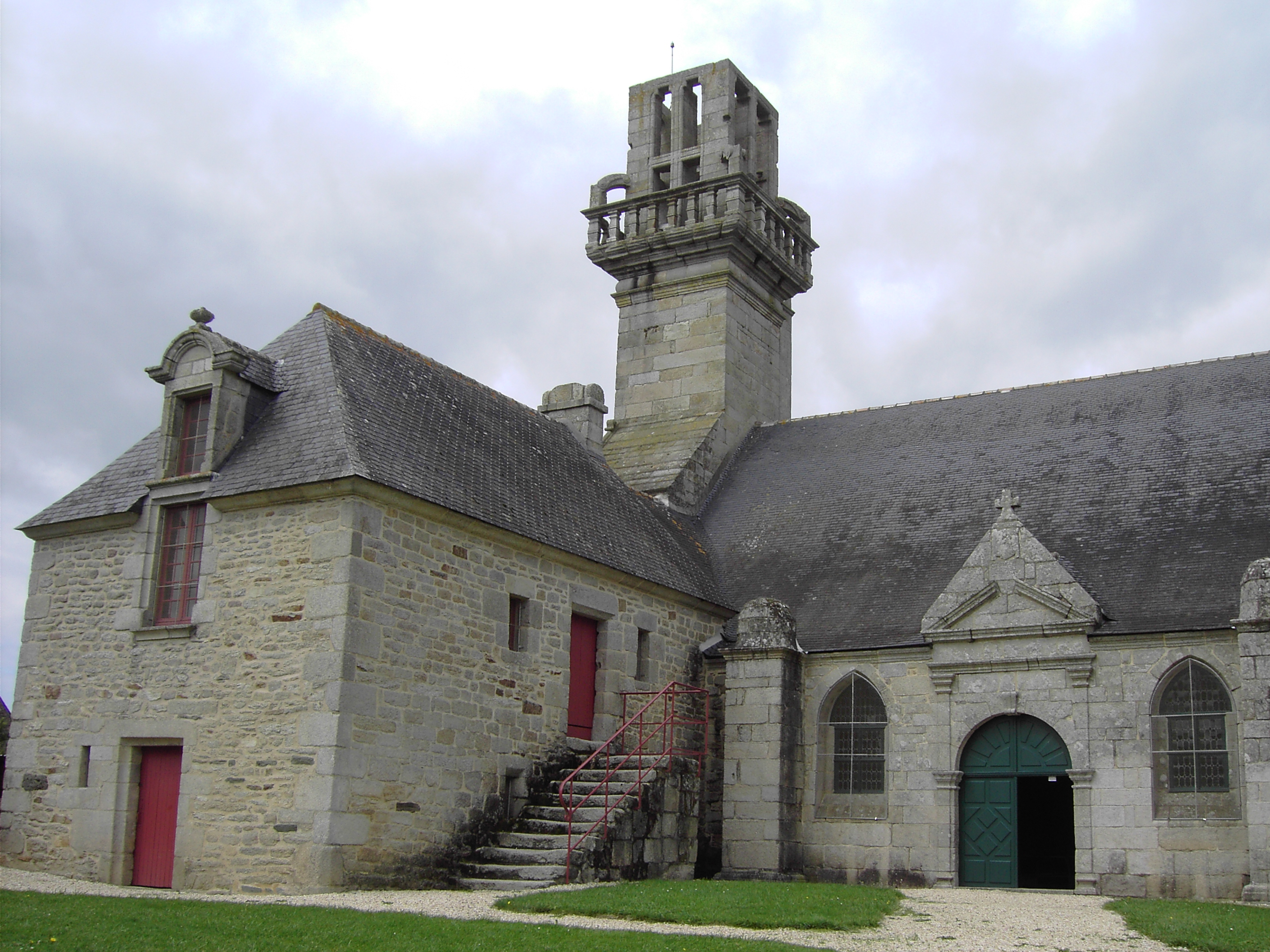
Capella de Languivoa
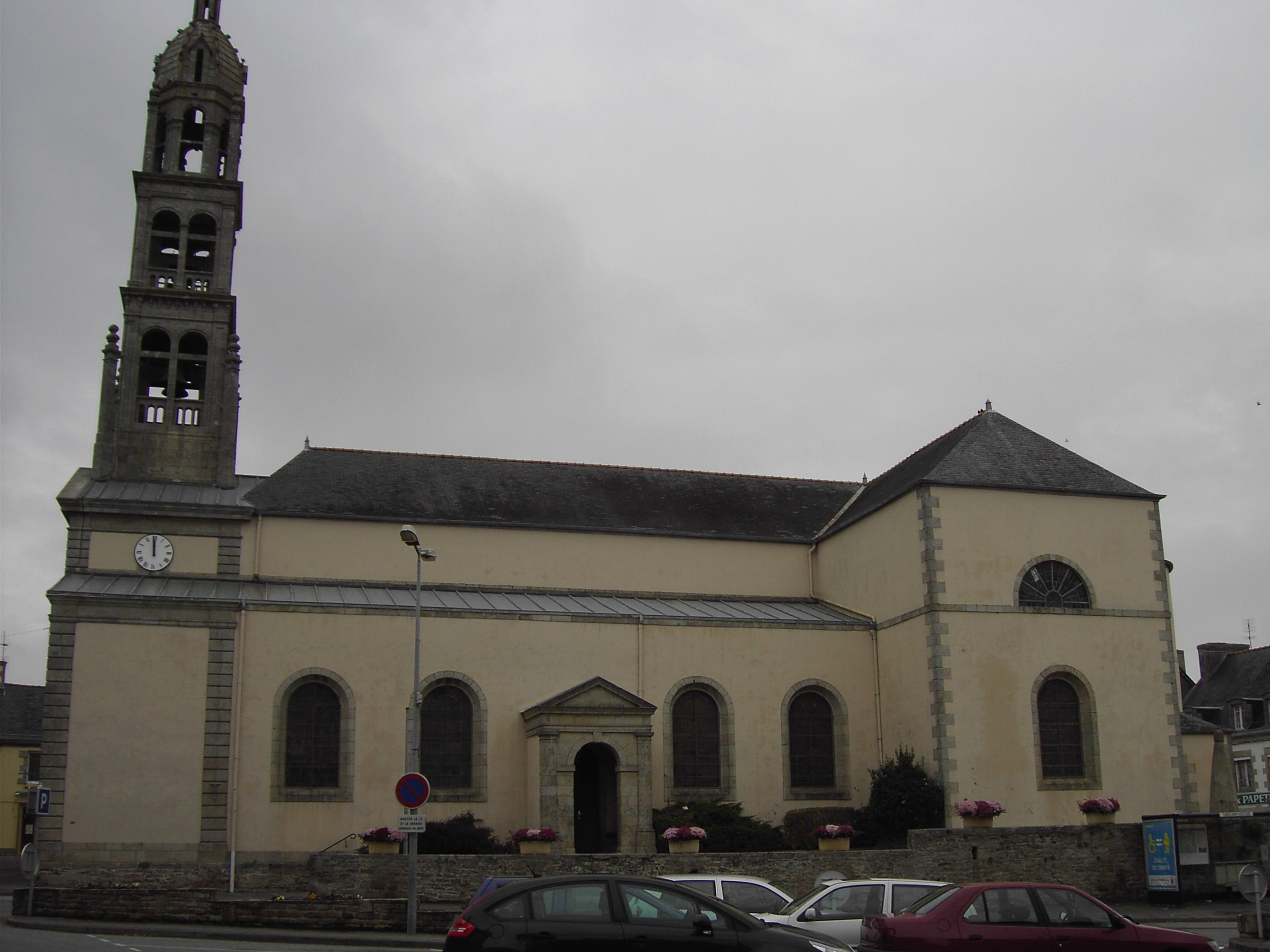
Església parroquial